# 克利福德 (堪薩斯州)
克利福德（英語：Clifford）是位於美國堪薩斯州史密斯縣的一個鬼鎮。

## 歷史
克利福德的郵政局於1876年設立，直到1888年結束營運。

## 地理
克利福德所處的海拔為高於海平面526米（即1726英呎），而該地所採用的時區為UTC-6，即北美中部時區（CST）。同時該地設有夏令時間，為UTC-6調快一小時，即UTC-5（CDT）。